# Македонистика
Македонистиката има за основен предмет македонския език, както и литературата на този език. В разширен смисъл нейният предмет включва културата (особено етнография, фолклор) на областта Македония.
Тя изучава историята, развитието, правописа и други подобни характеристики на езиковата норма, официална в Северна Македония, създаден въз основа на местните югозападни български диалекти в края на Втората световна война. Македонистиката възниква със създаването на македонския литературен език, което става по политическа директива в титовистка Югославия и с подкрепата на СССР през 1945 година в манастира „Св. Прохор Пчински“, който днес се намира на територията на Република Сърбия. Имайки за предпоставена цел да подчертае самобитността на македонския език, като инструмент на геноцида срещу българите, и да изтъкне неговото различие от българския език, македонистиката си служи с тълкувания на езикови и исторически факти и документи.
Повечето имена в областта на македонистиката са езиковеди от бивша Югославия, както и от македонската емиграция в Канада и Австралия. В страни като Полша, Украйна и Русия, отношението в славистичните среди към македонския език е двояко и непоследователно – споменаването му се избягва в присъствието на български учени, но в присъствието на учени от бившата Югославия и по-късно от Северна Македония се говори за „македонски език“.

## Особен статут
Македонистиката, предвид на политическия статус на македонския език, е силно обагрена от политиката филологическа дисциплина.

## Известни македонисти
- Снежана Веновска - Антевска (Северна Македония)
- Мария Коробар - Белчева (Северна Македония)
- Далибор Брозович (Босна и Херцеговина)
- Андре Ваян (Франция)
- Божидар Видоески (Северна Македония)
- Реджиналд де Брей (Австралия)
- Лидия Димковска (Северна Македония)
- Иван Доровски (Чехия)
- Петър Драганов (Русия)
- Радомир Иванович (Сърбия)
- Павле Ивич (Сърбия)
- Дина Станишева, съпруга на Димитър Станишев (България)
- Горан Калоджера (Хърватия)
- Блаже Конески (Северна Македония)
- Кирил Конески (Северна Македония)
- Зоран Константинович (Сърбия)
- Благоя Корубин (Северна Македония)
- Хорас Лънт (САЩ)
- Нуло Миниси (Италия)
- Лешек Мошински (Полша)
- Волф Ошлис (Германия)
- Коста Пеев (Северна Македония)
- Гьорги Пулевски (Северна Македония)
- Влоджимеж Пянка (Полша)
- Блаже Ристовски (Северна Македония)
- Людмил Спасов (Северна Македония)
- Трайко Стаматовски (Северна Македония)
- Драги Стефания (Северна Македония)
- Зузанна Тополинска (Полша)
- Рина Усикова (Русия)
- Виктор Фридман (САЩ)
- Илия Чашуле (Австралия)
- Ала Генадевна Шешкен (Русия)

## Институции
- Филологически факултет „Блаже Конески“ – Скопие Архив на оригинала от 2009-01-15 в Wayback Machine.
- Институт по македонски език „Кърсте Петков Мисирков“ – Скопие

## Македонистиката в света
Университетски лекторати по македонски език има в Италия, Полша, Румъния, Русия, Словения, Франция, Хърватия, Чехия, САЩ, Австралия.